# Organizacja pozarządowa
Organizacja pozarządowa (ang. non-governmental organization, popularny skrótowiec NGO) – organizacja działająca na rzecz wybranego interesu i niedziałająca w celu osiągnięcia zysku.
W prawie międzynarodowym, w odróżnieniu od organizacji międzyrządowych, organizacje pozarządowe grupują nie państwa, lecz osoby fizyczne lub prawne, i z reguły z różnych krajów (najczęściej przyjmuje się, że minimum z trzech). Działają na podstawie prawa krajowego siedziby organizacji, a powstają w wyniku nie umowy międzynarodowej, ale umowy cywilnoprawnej.
Organizacje pozarządowe bywają nazywane trzecim sektorem, obok sektorów publicznego (władz rządowych i samorządowych) i rynkowego (przedsiębiorców). Organizacje pozarządowe – w odróżnieniu od organów publicznych, a podobnie jak przedsiębiorcy – są prywatne i powstają z inicjatywy ich założycieli (prywatnych osób), ale – w odróżnieniu od przedsiębiorstw, a podobnie jak władze publiczne – działają w interesie publicznym, a nie prywatnym. Charakterystyczną cechą organizacji pozarządowych jest więc brak powiązań z władzą publiczną. W ramach Unii Europejskiej organizacje pozarządowe są traktowane jako drugie pod względem skuteczności (po stowarzyszeniach biznesowych) pod względem wywieranej presji, lobbingu i wpływu na obywateli.
Zbliżony termin „organizacja społeczna” nie jest równoznaczny z terminem, „organizacja pozarządowa”, np. związek zawodowy jest organizacją społeczną, lecz nie jest organizacją pozarządową; z kolei zgodnie z orzecznictwem Naczelnego Sądu Administracyjnego, zaliczana do organizacji pozarządowych fundacja, nie mieści się w pojęciu organizacji społecznej.

## Organizacje pozarządowe w Polsce
W polskim prawie definicję ustawową organizacji pozarządowej zawiera art. 3 ust. 2 ustawy z dnia 24 kwietnia 2003 r. o działalności pożytku publicznego i o wolontariacie (Dz.U. z 2024 r. poz. 1491), zgodnie z którym organizacjami pozarządowymi są, niebędące jednostkami sektora finansów publicznych, w rozumieniu przepisów o finansach publicznych, i niedziałające w celu osiągnięcia zysku, osoby prawne lub jednostki nieposiadające osobowości prawnej utworzone na podstawie przepisów ustaw, w tym fundacje i stowarzyszenia, przy czym niektórych przepisów ustawy nie stosuje się do fundacji publicznych i fundacji partii politycznych.
W listopadzie 2020 roku, z grupy ankietowanych Polaków 56% ufało NGO, wynika z badań Stowarzyszenia Klon/Jawor.
Agregatorem informacji na temat organizacji pozarządowych jest portal ngo.pl prowadzony przez Stowarzyszenie Klon/Jawor.
W Polsce aktywnie działa około 80 tysięcy stowarzyszeń i fundacji, które są rozproszone po całym kraju. Istnieją zarówno w najmniejszych wsiach, jak i największych miastach. 25% organizacji jest zlokalizowanych (ma swoje siedziby) na wsiach, 24% w małych miastach, liczących nie więcej niż 50 tys. mieszkańców, 18% w średnich miastach, mających między 50 a 200 tys. mieszkańców, a 34% w największych ośrodkach miejskich z więcej niż 200 tys. mieszkańców.

## Najważniejsze informacje o organizacjach pozarządowych w Polsce
- W Polsce zarejestrowanych jest 143 000 organizacji[8]
- 8694 organizacjom pozarządowym w Polsce można przekazywać 1% podatku[9]
- Przeciętny roczny budżet organizacji pozarządowej w Polsce to 26 000 PLN (2020)[10]
- 61% organizacji współpracuje z wolontariuszami i wolontariuszkami (2021)[11]

### Badania organizacji pozarządowych w Polsce
- Praca w pandemii. Raport z badań 2020/2021
- Rok w pandemii. Raport z badań 2020/2021
- Zaufanie i wizerunek NGO. Wyniki sondażu XI 2020
- ZaTRUDnienie. Problemy personelu NGO 2020
- Oblicza lokalności. NGO w mieście 2020
- Organizacje pozarządowe wobec pandemii. Raport z badań 2020
- Zysk nie tylko społeczny. Działalność ekonomiczna NGO 2019
- Forma ma znaczenie. Stowarzyszenia i fundacje 2019
- Organizacje równościowe w Polsce. Raport z badań 2019